# Campionati europei di atletica leggera 2022 - 800 metri piani maschili
La specialità degli 800 metri piani maschili dei campionati europei di atletica leggera 2022 si è svolta il 18, il 19 e il 21 agosto all'Olympiastadion di Monaco di Baviera, in Germania.

## Situazione pre-gara

### Record
Prima di questa competizione, il record del mondo (RM), il record europeo (EU) e il record dei campionati (RC) erano i seguenti.
| Record                | Prestazione | Atleta                    | Data                                 | Competizione               |
| --------------------- | ----------- | ------------------------- | ------------------------------------ | -------------------------- |
| Record mondiale       | 1'40"91     | David Rudisha Kenya       | 9 agosto 2012 Londra, Gran Bretagna  | Olimpiadi 2012             |
| Record europeo        | 1'41"11     | Wilson Kipketer Danimarca | 24 agosto 1997 Colonia, Germania     | IAAF Grand Prix di Colonia |
| Record dei campionati | 1'43"84     | Olaf Beyer Germania Est   | 31 agosto 1978 Praga, Cecoslovacchia | Europei 1978               |

### Campione in carica
Il campione europeo in carica era:
| Campione | Atleta               | Prestazione | Data                             | Competizione | Note                                     |
| -------- | -------------------- | ----------- | -------------------------------- | ------------ | ---------------------------------------- |
| Europeo  | Adam Kszczot Polonia | 1'44"59     | 11 agosto 2018 Berlino, Germania | Europei 2018 | Miglior prestazione personale stagionale |

### La stagione
Prima di questa gara, gli atleti europei con le migliori tre prestazioni dell'anno erano:
| Pos. | Atleta                      | Prestazione | Data                            |
| ---- | --------------------------- | ----------- | ------------------------------- |
| 1    | Max Burgin Gran Bretagna    | 1'43"52     | 14 giugno 2022 Turku, Finlandia |
| 2    | Benjamin Robert Francia     | 1'43"75     | 18 giugno 2022 Parigi, Francia  |
| 3    | Tony van Diepen Paesi Bassi | 1'44"14     | 18 giugno 2022 Parigi, Francia  |

## Risultati

### Batterie
Le batterie si sono corse a partire dalle 10:10 del 18 agosto. I primi 3 di ogni batteria (Q) e i 4 tempi migliori tra gli esclusi (q) si qualificano alle semifinali.

#### Batteria 1
| Posizione | Corsia | Atleta             | Nazionalità          | Tempo   | Note |
| --------- | ------ | ------------------ | -------------------- | ------- | ---- |
| 1         | 1      | Jake Wightman      | Gran Bretagna        | 1'45"94 | Q,   |
| 2         | 8      | Simone Barontini   | Italia               | 1'45"98 | Q    |
| 3         | 5      | Gabriel Tual       | Francia              | 1'46"08 | Q    |
| 4         | 2      | Tibo De Smet       | Belgio               | 1'46"48 | q    |
| 5         | 7      | Andreas Kramer     | Svezia               | 1'46"50 | q    |
| 6         | 3      | Dániel Huller      | Ungheria             | 1'47"19 | q    |
| 7         | 6      | Abedin Mujezinović | Bosnia ed Erzegovina | 1'47"29 | q    |
| 8         | 4      | Christoph Kessler  | Germania             | 1'47"72 |      |

#### Batteria 2
| Posizione | Corsia | Atleta           | Nazionalità          | Tempo   | Note |
| --------- | ------ | ---------------- | -------------------- | ------- | ---- |
| 1         | 3      | Mark English     | Irlanda              | 1'47"54 | Q    |
| 2         | 4      | Benjamin Robert  | Francia              | 1'47"66 | Q    |
| 3         | 7      | Daniel Rowden    | Gran Bretagna        | 1'47"67 | Q    |
| 4         | 6      | Amel Tuka        | Bosnia ed Erzegovina | 1'47"73 |      |
| 5         | 5      | Álvaro de Arriba | Spagna               | 1'47"94 |      |
| 6         | 8      | Marc Reuther     | Germania             | 1'48"33 |      |
| 7         | 1      | Kacper Lewalski  | Polonia              | 1'48"43 |      |
| 8         | 8      | Jan Vukovič      | Slovenia             | 1'48"88 |      |

#### Batteria 3
| Posizione | Corsia | Atleta            | Nazionalità   | Tempo   | Note |
| --------- | ------ | ----------------- | ------------- | ------- | ---- |
| 1         | 4      | Patryk Dobek      | Polonia       | 1'47"49 | Q    |
| 2         | 8      | Ben Pattison      | Gran Bretagna | 1'47"64 | Q    |
| 3         | 1      | Mariano García    | Spagna        | 1'47"66 | Q    |
| 4         | 6      | Djoao Lobles      | Paesi Bassi   | 1'48"00 |      |
| 5         | 3      | Joonas Rinne      | Finlandia     | 1'48"03 |      |
| 6         | 2      | Filip Šnejdr      | Rep. Ceca     | 1'48"16 |      |
| 7         | 5      | John Fitzsimons   | Irlanda       | 1'48"22 |      |
| 8         | 7      | Aurele Vandeputte | Belgio        | 1'48"46 |      |

#### Batteria 4
| Posizione | Corsia | Atleta            | Nazionalità | Tempo   | Note |
| --------- | ------ | ----------------- | ----------- | ------- | ---- |
| 1         | 4      | Eliott Crestan    | Belgio      | 1'47"41 | Q    |
| 2         | 7      | Adrián Ben        | Spagna      | 1'47"64 | Q    |
| 3         | 3      | Tony van Diepen   | Paesi Bassi | 1'47"67 | Q    |
| 4         | 8      | Mateusz Borkowski | Polonia     | 1'47"74 |      |
| 5         | 6      | Yanis Meziane     | Francia     | 1'47"82 |      |
| 6         | 2      | Catalin Tecuceanu | Italia      | 1'47"94 |      |
| 7         | 5      | Tobias Grønstad   | Norvegia    | 1'48"28 |      |

### Semifinali
Le semifinali si sono corse a partire dalle 20:27 del 19 agosto. I primi 3 di ogni semifinale (Q) e i 2 tempi migliori tra gli esclusi (q) si qualificano alla finale.

#### Semifinale 1
| Posizione | Corsia | Atleta             | Nazionalità          | Tempo   | Note      |
| --------- | ------ | ------------------ | -------------------- | ------- | --------- |
| 1         | 4      | Andreas Kramer     | Svezia               | 1'48"37 | Q         |
| 2         | 2      | Simone Barontini   | Italia               | 1'48"51 | (.504), Q |
| 3         | 3      | Benjamin Robert    | Francia              | 1'48"51 | (.509), Q |
| 4         | 5      | Patryk Dobek       | Polonia              | 1'48"63 |           |
| 5         | 8      | Daniel Rowden      | Gran Bretagna        | 1'48"80 |           |
| 6         | 6      | Tibo De Smet       | Belgio               | 1'49"10 |           |
| 7         | 7      | Adrián Ben         | Spagna               | 1'49"26 |           |
| 8         | 1      | Abedin Mujezinović | Bosnia ed Erzegovina | 1'50"20 |           |

#### Semifinale 2
| Posizione | Corsia | Atleta          | Nazionalità   | Tempo   | Note |
| --------- | ------ | --------------- | ------------- | ------- | ---- |
| 1         | 8      | Mariano García  | Spagna        | 1'46"52 | Q    |
| 2         | 1      | Jake Wightman   | Gran Bretagna | 1'46"61 | Q    |
| 3         | 6      | Mark English    | Irlanda       | 1'46"66 | Q    |
| 4         | 3      | Ben Pattison    | Gran Bretagna | 1'46"95 | q    |
| 5         | 2      | Eliott Crestan  | Belgio        | 1'47"13 | q    |
| 5         | 5      | Tony van Diepen | Paesi Bassi   | 1'47"64 |      |
| 7         | 4      | Gabriel Tual    | Polonia       | 1'47"70 |      |
| 8         | 7      | Dániel Huller   | Ungheria      | 1'48"03 |      |

### Finale
La finale si è disputata alle 19:40 del 21 agosto.
| Posizione | Corsia | Atleta           | Nazionalità   | Tempo   | Note                                     |
| --------- | ------ | ---------------- | ------------- | ------- | ---------------------------------------- |
| Oro       | 7      | Mariano García   | Spagna        | 1'44"85 | Miglior prestazione personale            |
| Argento   | 2      | Jake Wightman    | Gran Bretagna | 1'44"91 | Miglior prestazione personale stagionale |
| Bronzo    | 3      | Mark English     | Irlanda       | 1'45"19 |                                          |
| 4         | 5      | Andreas Kramer   | Svezia        | 1'45"38 |                                          |
| 5         | 6      | Benjamin Robert  | Francia       | 1'45"42 |                                          |
| 6         | 4      | Ben Pattison     | Gran Bretagna | 1'45"63 |                                          |
| 7         | 8      | Simone Barontini | Italia        | 1'45"66 | Miglior prestazione personale            |
| 8         | 1      | Eliott Crestan   | Belgio        | 1'45"68 | Miglior prestazione personale stagionale |